# Взрив (паметник)
„Взрив“ е паметник в чест на подвига на 11 героични сапьори от 8-а гвардейска стрелкова дивизия на генерал Иван Панфилов. Тържественото откриване на паметника се състои на 31 октомври 1981 г., на четиридесетата годишнина от битката за Москва. Паметникът се намира на 114-ия километър на Волоколамското шосе в градския район Волоколамск на Московска област на Русия. Архитект – А. А. Веселовски.

## Описание
Паметникът представлява архитектурна композиция: в центъра на мемориалния площад има гранитен пиедестал с гравирани дати „1941 – 1945“ и паметна плоча. В специални дни тук е пален Вечният огън, като техническата възможност за това е запазена. Линията от бетонни окопи, комуникационни проходи и стрелкови клетки, преминаващи по периметъра на площада, символизира отбранителната позиция на сапьорите. Срещу всяка от клетките има мемориален гранитен пиедестал с имената на героите. Доминиращата черта на композицията е „експлозията“, чиито лъчи повдигат на задните крака немското самоходно оръдие StuG. Машината се забива в земята с дясната си страна, от лявата страна „експлозията“ откъсва веригите и откъсва колелата.

## Исторически събития
През октомври – ноември 1941 г., в противовес на части от нацистката група армии „Център“, настъпващи към Москва, основната задача на 316-а стрелкова дивизия под командването на генерал Панфилов е да предотврати преминаването на противника през Волоколамското направление, което се оказва основното в подстъпите към Москва. Само от 20 до 27 октомври дивизията унищожава и изгаря 80 танка и унищожава повече от девет хиляди вражески войници и офицери. Но под ударите на превъзхождащите сили на противника, без да има подготвена отбрана, дивизията е принудена да отстъпи. В нейното направление отстъплението ѝ е прикривано от 1077-и полк. След като изпълнява задачата да задържи противника и да даде възможност на дивизията да се откъсне, на 12 ноември 1941 г., когато става невъзможно да се задържат повече заетите позиции, полкът се оттегля, съгласно заповед, към линията Малеевка – Строково – Голубцово, оставяйки три прикриващи групи.
Защитата на централния, най-важен участък е поверена на взвод сапьори под командването на младши лейтенант Пьотр Фирстов. Той е придружаван от младши политически инструктор Алексей Павлов и помощник-командир на взвод Алексей Зубков. Освен тях в групата е имало осем сапьори: Павел Синеговски, Глеб Улченко (тежко ранен, спасен от местни жители. Умира през 1943 г.), Василий Семенов, Прокофий Калюжни, Ерофей Довжук, Василий Манюшин, Пьотр Гениевски и сержант Даниил Матеркин. На 18 ноември 1941 г., около 10:00 ч. сутринта, вражеските войски започват пробив в посока отбранителната позиция на групата на Фирстов. В продължение на пет часа сапьорите успяват да сдържат противника въпреки численото си превъзходство и танковата подкрепа. „Героичните сапьори, всеки един от тях, паднаха в тази битка, но забавиха настъплението на противника с пет часа! Точно толкова, колкото беше необходимо на 1077-и стрелков полк да се оттегли и да затвърди позицията си на нова линия“, пише по-късно в мемоарите си началникът на артилерията на 316-а дивизия В. И. Марков.
Военният съвет на Западния фронт посмъртно номинира героите сапьори за награда – орден „Ленин“. Това е единственият случай във Великата отечествена война, когато цял взвод сапьори е удостоен с високо правителствено отличие.

## История на паметника
Паметникът е издигнат от инженерни войски през 1981 г. на 114-ия километър на Волоколамското шосе. По време на създаването му дълго време е търсен истински вражески танк за автентичност. Благодарение на жителите на Волоколамския, Шаховския, Лотошинския и Истринския райони на Московска област военните и групата на Веселовски успяват да установят, че два немски танка се намират в блато близо до село Подмарково, на границата между Московска и Калининска области. Специален екип изважда машината от дъното на блатото, намиращите се в нея боеприпаси са извадени и обезвредени. Танкът се оказва немска самоходна артилерийска установка StuG III. Според плана на архитекта тя е „спряна“ от експлозия на мина на отбранителната линия на сапьорите. Паметникът е тържествено открит на 31 октомври 1981 г. в чест на 40-годишнината от битката за Москва.
През 2011 г., в навечерието на 70-годишнината от битката за Москва, започват реставрационни работи по паметника. По това време паметникът, оставен без надзор, в окаяно състояние поради множество актове на вандализъм и липса на ремонт. Фирма „Лайбстандарт“ поема реставрацията му като част от благотворителна инициатива, съгласувано с градската администрация на Волоколамск, която отговаря за мемориала.
Проектът, съгласно договора, предвижда набор от дейности: подмяна на разграбените плочи, подреждане на обекта, реставрация на StuG III. Самоходното оръдие е свалено от постамента си и транспортирано до цеха на компанията за работа по привеждането му в исторически точен вид. Този факт служи като основание за прокурорска проверка и образуване на наказателно дело по чл. 243/1 от Наказателния кодекс на Руската федерация „Унищожаване или повреда на исторически и културни паметници“. Историята предизвиква вълна от интерес към паметника в медиите, сред местната общност и в средите на реконструктори, моделисти и любители на историята. Междувременно, на 29 юли 2011 г., като част от честването на 70-годишнината от битката за Москва, реновираният паметник е тържествено открит в присъствието на поканени ветерани, градската и областната администрация. Съветът на ветераните от инженерните войски на Русия праща официална благодарност до реставраторите. По време на разследването същите са обвинени във вандализъм, повреда на паметници и незаконно предприемачество. Разследването продължава повече от две години и в резултат на това главният обвиняем по делото е ръководителят на „Лейбстандарт“ Дмитрий Бушмаков, обвинен по член 164, част 2, параграф „в“ от Наказателния кодекс на Руската федерация за „кражба на предмети или документи със специална историческа стойност по предварителен сговор“. През април 2014 г. обаче градският съд на Волоколамск, Московска област, напълно оправдава Д. Бушмаков. Решението на съда е потвърдено след жалба на прокуратурата. Директорът на „Лейбстандарт“ е официално оневинен за незаконното наказателно преследване.

## Галерия
- Паметник на 11 героични сапьори на 114-ия километър на магистрала „Волоколамск“
- Централният стълб на паметника на 11-те героични сапьори на 114-ия километър на магистрала „Волоколамск“
- Щурмгешюц III
- Щурмгешюц III
- Елементи от архитектурната композиция на паметника „Експлозия“ на 114-ия километър на магистрала „Волоколамск“
- Бойното място на 11 сапьори от Панфиловската дивизия